# Sami as-Sulh
Sami as-Sulh (arab. ‏سامي الصلح‎ Sāmī aṣ-Ṣulḥ, ur. 1890, zm. 1968) – libański polityk, wielokrotny premier Libanu w latach 1942–1958.